# Delfshaven
Delfshaven è un distretto di Rotterdam posto sulla riva destra della Nuova Mosa. Conta 75 835 abitanti su una superficie di 5,96 km². Si è sviluppato sul porto fluviale a circa 13 km a nord della città di Delft e nel 1811 divenne comune indipendente, per essere poi assorbito nel 1886 da Rotterdam, con la quale è cresciuto.
La parte antica del distretto è oggigiorno un'area turistica ricca di attrazioni culturali, ristoranti e negozi.

## Storia

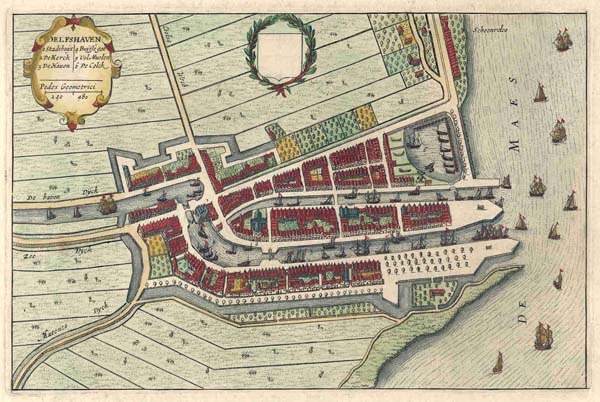
Delfshaven, nella raccolta Tooneel der Steeden di Joan Blaeu, 1649.

L'insediamento fu fondato nel 1389 dalla città di Delft con l'obbiettivo di poter partecipare direttamente al commercio marittimo e non dover più pagare dogana e tributi a Rotterdam. L'area prescelta per il nuovo porto era situata a 13 km a sud della città. Presupposto necessario per il funzionamento del nuovo scalo marittimo era la costruzione del Delfshavense Schie, un canale che collegava Delft alla Nuova Mosa. La città subì le conseguenze per la guerra tra Hoeken e Kabeljauwen e poté iniziare a prosperare economicamente solo dall'inizio del XV secolo.
I rami economici più importanti erano la pesca, la caccia alla balena, la cantieristica navale e la distillazione del ginepro. Per questo la città aveva numerosi mulini per macinare segala e orzo, già andati distrutti dei quali uno fu ricostruito nel 1986, il mulino a vento De Distilleerketel.
La Compagnia olandese delle Indie orientali aveva importanti arsenali nel quartiere. Nel luglio 1620 una parte dei Padri Pellegrini lasciò Delfshaven con la nave Speedwell.
Delfshaven scampò al bombardamento di Rotterdam da parte della Luftwaffe il 14 maggio 1940. Più tardi, durante la seconda guerra mondiale, l'area intorno alla Visserijplein e altri quartieri occidentali di Rotterdam furono distrutti dai bombardamenti alleati il 31 marzo 1943.

## Monumenti e luoghi d'interesse
- Chiesa dei Pellegrini, nella quale questi assistevano alla loro ultima Messa prima della partenza;
- Monumento a Piet Pieterszoon Hein
- Cantiere della nave De Delft, nel quale la nave fu costruita dal modello originale del 1773;
- Dubbelde Palmboom, il museo della storia della città di Rotterdam.

## Società

### Evoluzione demografica
Una particolarità per la stessa Rotterdam è rappresentata dall'elevata quota di popolazione alloctona. A Delfshaven ammonta al 71,5% (nel rione Spangen persino 87%). I gruppi più numerosi sono i turchi, i marocchini e i surinamesi, che costituiscono ciascuno circa il 20% della popolazione.

## Galleria d'immagini

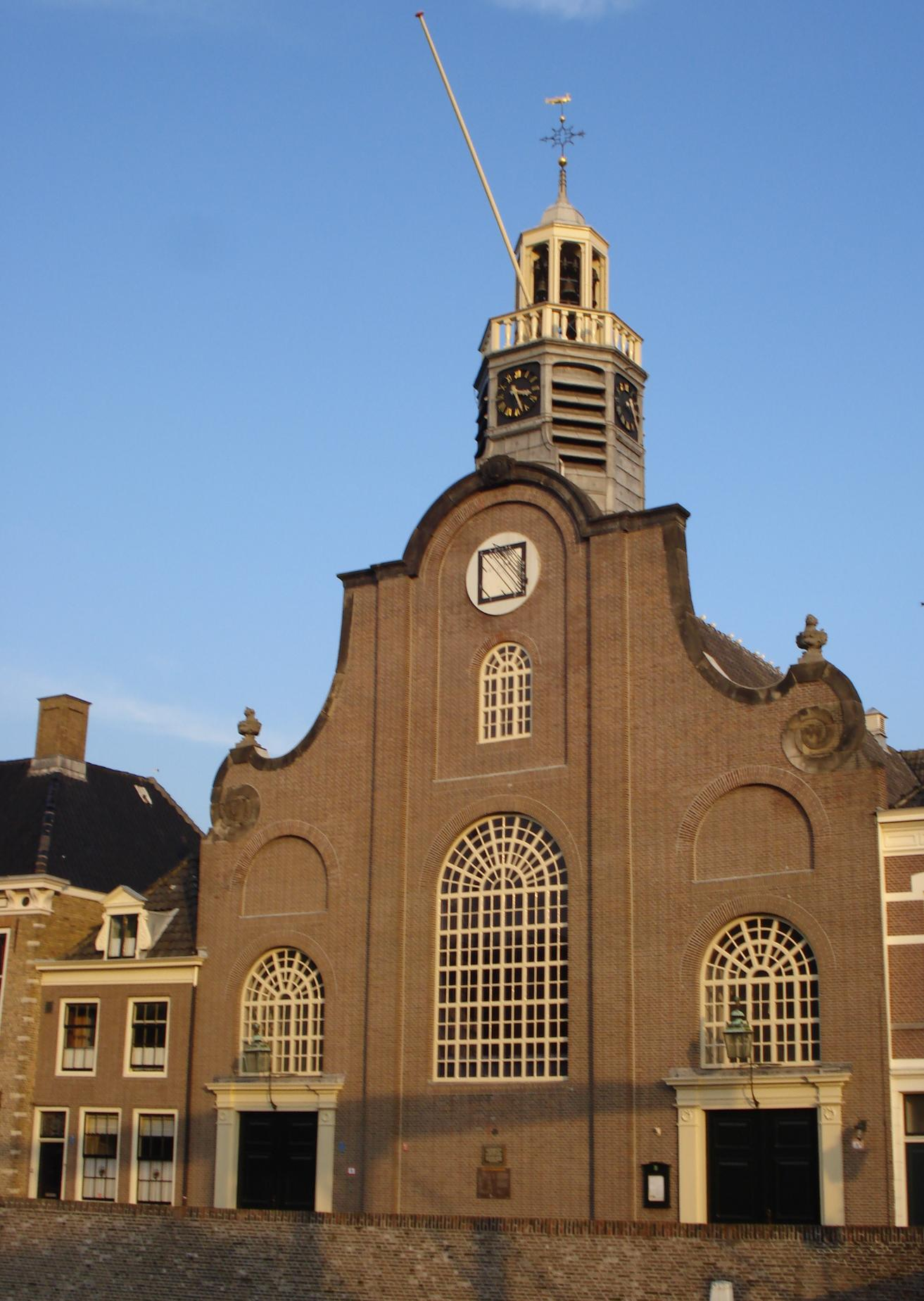
La chiesa dei Pellegrini
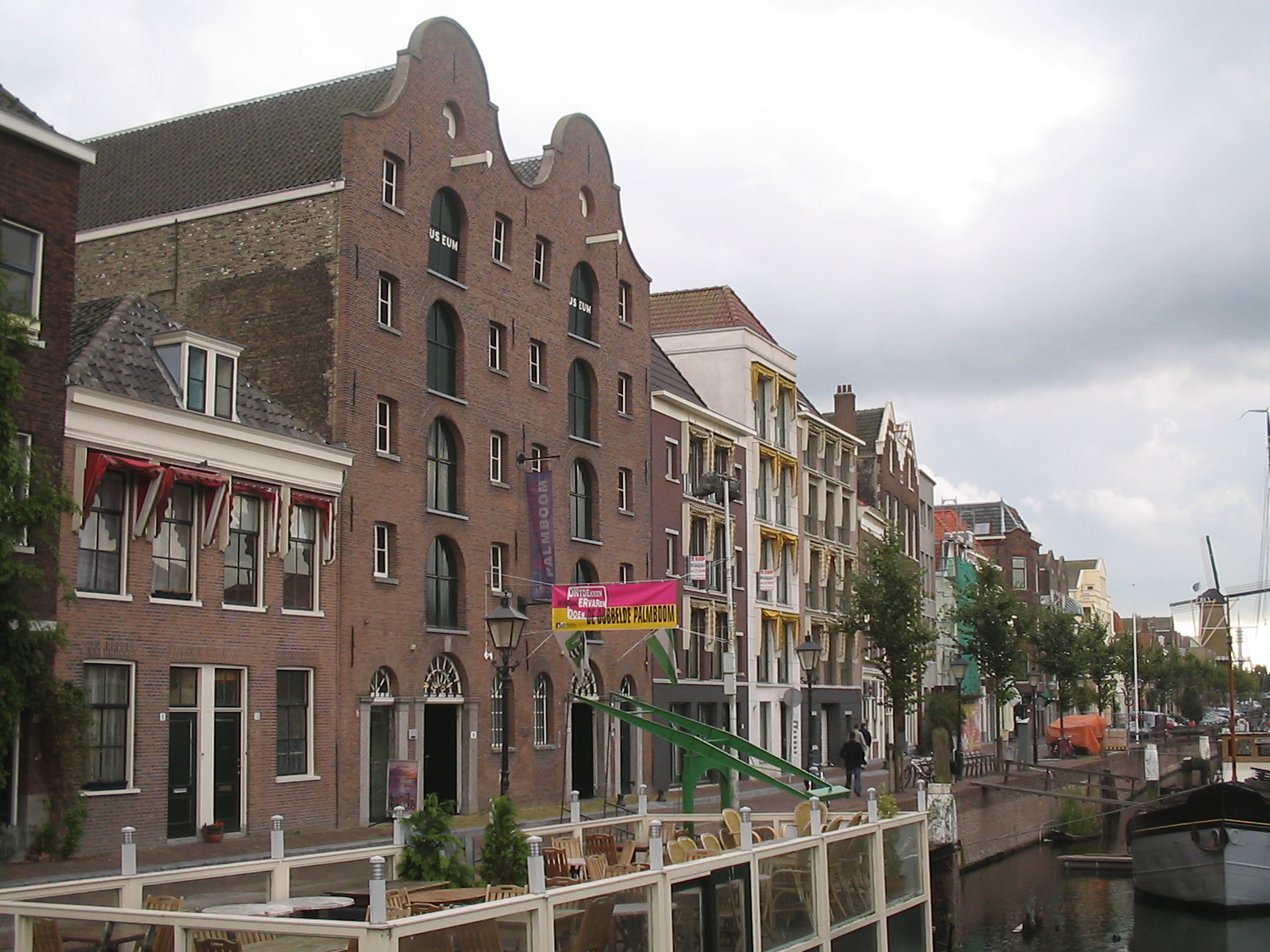
Il Dubbelde Palmboom
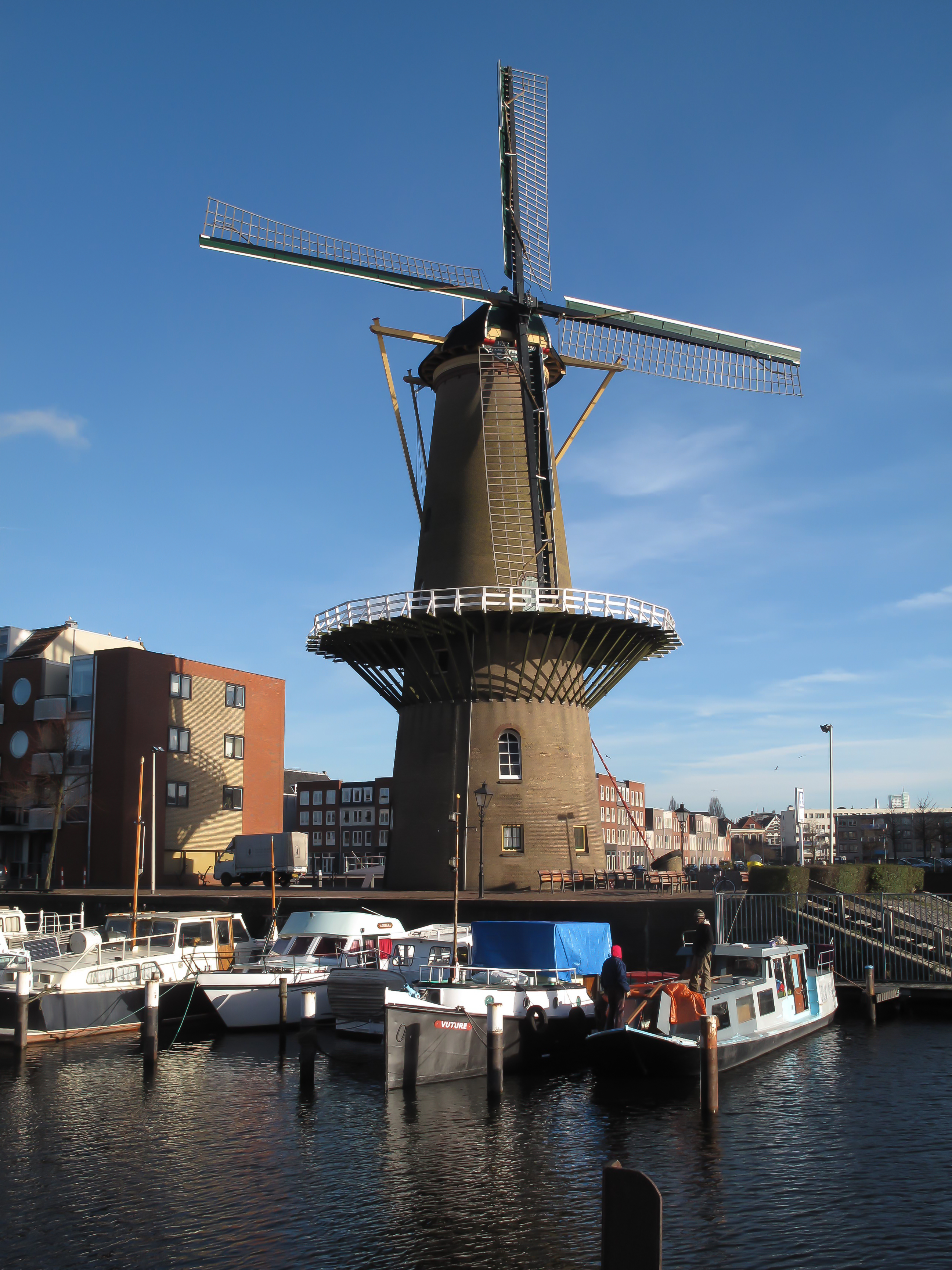
Il grosso mulino a vento De Distilleerketel (ricostruito)